# D'Arrest (cratère de Phobos)
Pour les articles homonymes, voir D'Arrest.
D'Arrest est un cratère situé à la surface de Phobos, le satellite de Mars. Il a un diamètre de 1,7 km.